# Айвазян, Сергей Арутюнович
Серге́й Арутю́нович (Артемьевич) Айвазя́н (24 июня 1934 — 12 марта 2019) — советский и российский учёный-экономист, лауреат премии имени Л. В. Канторовича (2017).

## Биография
Родился 24 июня 1934 года в Москве.
В 1952 году с золотой медалью окончил 186-ю среднюю школу Москвы. В 1957 году окончил механико-математический факультет МГУ.
С 1957 по 1969 годы — младший научный сотрудник Математического института имени В. А. Стеклова АН СССР.
В 1967 году защитил кандидатскую диссертацию на соискание ученой степени кандидата физико-математических наук (научный руководитель — академик Ю. В. Прохоров).
В 1969—2019 — организатор и заведующий созданной лаборатории вероятностно-статистических методов и моделей в экономике, одновременно — заместитель директора ЦЭМИ РАН по научной работе (с 1985 года).
В 1975 году защитил докторскую диссертацию по специальности 01.01.09 («Математическая кибернетика»). В 1976 году присвоено учёное звание профессора.
В 2008 году избран иностранным членом Национальной академии наук Республики Армения (по Отделению математики).
Умер 12 марта 2019 года.

## Научная деятельность
Сфера научных интересов: теоретическая и прикладная эконометрика, многомерный статистический анализ, вероятностно-статистическое моделирование механизмов социально-экономических явлений и процессов (анализ и измерение латентных синтетических категорий качества жизни населения, распределительных отношений в обществе, межстрановой и межрегиональный эконометрический анализ).
Основные научные результаты:
- проведен сравнительный анализ оптимальных свойств классического критерия Неймана — Пирсона и последовательного критерия Вальда в задаче различения гипотез о виде распределения: выведены асимптотические (по сближению гипотез) общие формулы для среднего числа наблюдений, необходимых для различения гипотез с заданными ошибками 1-го и 2-го рода (1959—1965)
- доказана (совместно с Ю. А. Розановым) асимптотическая эффективность оценок метода наименьших квадратов коэффициентов регрессии при достаточно общем характере взаимозависимости регрессионных остатков (1964).
- предложен экспертно-статистический метод построения неизвестной целевой функции при наличии разного типа экспертной обучающей информации (1974)
- разработана система моделей для описания механизма формирования распределительных отношений в обществе, предложены методы идентификации этих моделей (1976)
- исследована (совместно с Н. М. Римашевской) проблема типологии потребления: предложены методы эмпирического выявления основных типов потребительского поведения и определения основных типообразующих социально-демографических и территориальных признаков (1978)
- разработан (совместно с В. М. Бухштабером) подход к построению общей теории автоматической классификации (АК): в предложенном подходе все многообразие алгоритмов АК представляется в виде иерархической структуры; на верхнем уровне располагается универсальная математическая модель, компоненты которой образуют средство для единообразной постановки задачи АК, описания алгоритмов их решения и исследования их свойств (1986—1989)
- предложен метод параметрического кластер-анализа, основанный на модели смеси многомерных распределений и процедуре «целенаправленного проецирования» (Projection Pursuit) многомерных данных (1996)
- изучен и смоделирован механизм формирования распределения населения России по величине среднедушевых расходов в условиях переходной экономики: показано, что в этих условиях классическая логнормальная модель трансформируется в смесь логнормальных распределений; полученные результаты использованы для анализа бедности и дифференциации по расходам населения России в 1990-х годах (2000—2001)
- разработана методология измерения латентных синтетических категорий качества и образа жизни населения, не апеллирующая к субъективным экспертным оценкам степени важности каждого из компонентов анализируемой синтетической категории; предложена схема использования этой методологии в задаче оценки эффективности проводимых политик (1997—2008)

### Научно-организационная и педагогическая деятельность
- научный руководитель Отделения эконометрики и прикладной статистики, а также — Лаборатории вероятностно-статистических методов и моделей в экономике ЦЭМИ РАН
- заведующий кафедрой эконометрики и математических методов экономики Московской школы экономики МГУ
- заведующий кафедрой эконометрики Московской финансово-промышленной академии
- председатель диссертационного совета Д 002.013.02 по защите диссертаций на соискание ученой степени доктора и кандидата физико-математических наук
- главный редактор журнала «Прикладная эконометрика», заместитель главного редактора журнала «Экономика и математические методы», член редакционного совета журнала «Теория вероятностей и её применения»
- с 1969 года научный руководитель постоянно действующего семинара «Многомерный статистический анализ и вероятностное моделирование реальных процессов»
- профессор Российской экономической школы (1992—2004)
- профессор Государственного университета — Высшей школы экономики
- приглашенный профессор Экономико-математического института университета Дижона (Франция, 1980) и Лондонского Холлоувэй Королевского университета (1996—1998)

1. Сравнение оптимальных свойств критериев Неймана-Пирсона и Вальда. — «Теория вероятностей и ее применения», т.IV (1959), №1.
2. Различения близких гипотез о виде плотности распределения в схеме обобщенного последовательного критерия. — «Теория вероятностей и ее применения», т. X (1965), №4.
3. Некоторые замечания к асимптотически эффективным линейным оценкам коэффициентов регрессии. — «Труды МИАН им. В.А. Стеклова АН СССР», т. XXI (1964). Соавтор — А. Ю. Розанов.
4. Классификация многомерных наблюдений. — Москва, Статистика, 1974. Соавторы — З.И. Бежаева, О.В. Староверов (есть издание на чешском языке).
5. Об опыте применения экспертно-статистического метода построения неизвестной целевой функции. — В кн. «Многомерный статистический анализ в социально-экономических исследованиях». — М.: Наука, 1974, с. 56–86.
6. Probabilistic-Statistical Modelling of the Distributary Relations in Society. — In: “Private and Enlarged Consumption”, North-Holland Publishing Company, 1976.
7. Типология потребления. — Москва, Наука, 1978. Соавтор – Н.М. Римашевская.
8. On Constructing a General Theory of Automatic Classification. — In: “Proceedings of the I-st World Congress of the Bernoulli Society”, vol. 2. — VNU SCIENCE PRESS, Netherlands, 1987.
9. Прикладная статистика. — Москва, Финансы и статистика. Соавторы – Л.Д. Мешалкин, И.С. Енюков.
  1. Том 1: Основы моделирования и первичная обработка данных. (1983 г.) (есть издание на французском языке).
  2. Том 2: Исследование зависимостей. (1985 г.)
  3. Том 3: Классификация и снижение размерности (1989 г.). Соавтор – В.М. Бухштабер.
10. Mixture-Model Cluster Analysis Using the Projection Pursuit Method. – In: “Computational Learning and Probabilistic Reasoning”, John Wiley and Sons, Ch. 16 (1996).
11. Poverty and Expenditure Differentiation of the Russian Population. — Economics Education and Research Consortium, 2001. Соавтор — S.Kolenikov.
12. К методологии измерения синтетических категорий качества жизни населения. – «Экономика и математические методы», том 39 (2003), №2.
13. Synthetic Indicators of Quality of Life: Construction and Utilization for Social-Economic Management and Comparative Analysis. – “Austrian Journal of Statistics”, vol. 34 (2005), №2.
14. Социальные индикаторы. — Москва, ЮНИТИ, 2006. Соавтор — Ф.М.Бородкин.
15. On the Key Factors of Socio-Economic Policy and Institutional Development that Determine the Improvement of the Quality of Life. – “Austrian Journal of Statistics”, vol. 37 (2008), №1.
16. Анализ качества и образа жизни населения (эконометрический подход). — М.: Наука, 2012, 432 с
17. Quality of Life and Living Standard Analysis: an Econometric Approach.  Germany: De Gruyter, 2014.  399 p.  e-ISBN (PDF) 978-3-11-031625-4.
18. Измерение синтетических категорий качества жизни населения региона и выявление ключевых направлений совершенствования социально-экономической политики... // Прикладная эконометрика. - 2006. -  № 2. сс.18–84 . . URL; http://www.appliedeconometrics.ru/general/upload/articles/pe0206-18-renamed.pdf     (дата обращения: 27.08.2019);  Соавторы — В.С. Степанов, М.И. Козлова .
19. Инструменты статистического анализа данных // Мир ПК, — 1997. — № 8. — с.31-40. URL; https://www.osp.ru/pcworld/1997/08/157830 (дата обращения: 21.08.2020); ;  Соавтор — В.С. Степанов.

Учебники
1. Статистическое исследование зависимостей. — М.: Металлургия, 1968 (переиздания 1970, 1978 годов на французском языке)
2. Прикладная статистика и основы эконометрики. — М.: Юнити, издания 1998 и 2001 годов.
  1. Том 1: Теория вероятностей и прикладная статистика. Соавтор — В. С. Мхитарян
  2. Том 2: Основы эконометрики
3. Эконометрика. — М.: MarketDS, 2007. Соавтор — С.С. Иванова.
4. Прикладная статистика в задачах и упражнениях. — М.: Юнити, 2001. Соавтор — В. С. Мхитарян
5. Методы эконометрики. — М.: Экономист, 2010.
  1. Том 1: Базовый курс.
  2. Том 2: Продвинутый курс. Соавтор — Д. Фантаццини

## Награды
- Премия Совета Министров СССР (1986)
- Заслуженный деятель науки Российской Федерации (2002)
- Заслуженный профессор Московского Университета (Приказ ректора МГУ В. А. Садовничего от 21 декабря 2009 года)
- Премия имени Л. В. Канторовича (2017) — за монографию «Анализ качества и образа жизни населения. Эконометрический подход»
- Премия и медаль Французского национального конгресса статистиков (1986)
- медаль Европейского эконометрического общества (1988)
- Премия Международного научного фонда экономических исследований имени Н. П. Федоренко — «За выдающийся вклад в развитие экономической науки России» (2007)
- Почетный профессор Российско-Армянского (Славянского) государственного университета (2005)
- Почетная грамота Высшей школы экономики (декабрь 2012, июль 2014)